# 萩原亨
萩原 亨（はぎわら とおる、1972年9月 - ）は、日本の小説家。大阪府生まれ、在住。

## 経歴
大阪市立摂陽中学校を卒業。
2001年、「蚤の心臓ファンクラブ」で第44回群像新人文学賞を受賞して作家デビュー。

## 作品リスト
- 『蚤の心臓ファンクラブ』講談社、2001年
  - 初出「蚤の心臓ファンクラブ」（『群像』2001年6月号）